# St. Laurentius (Freiham)

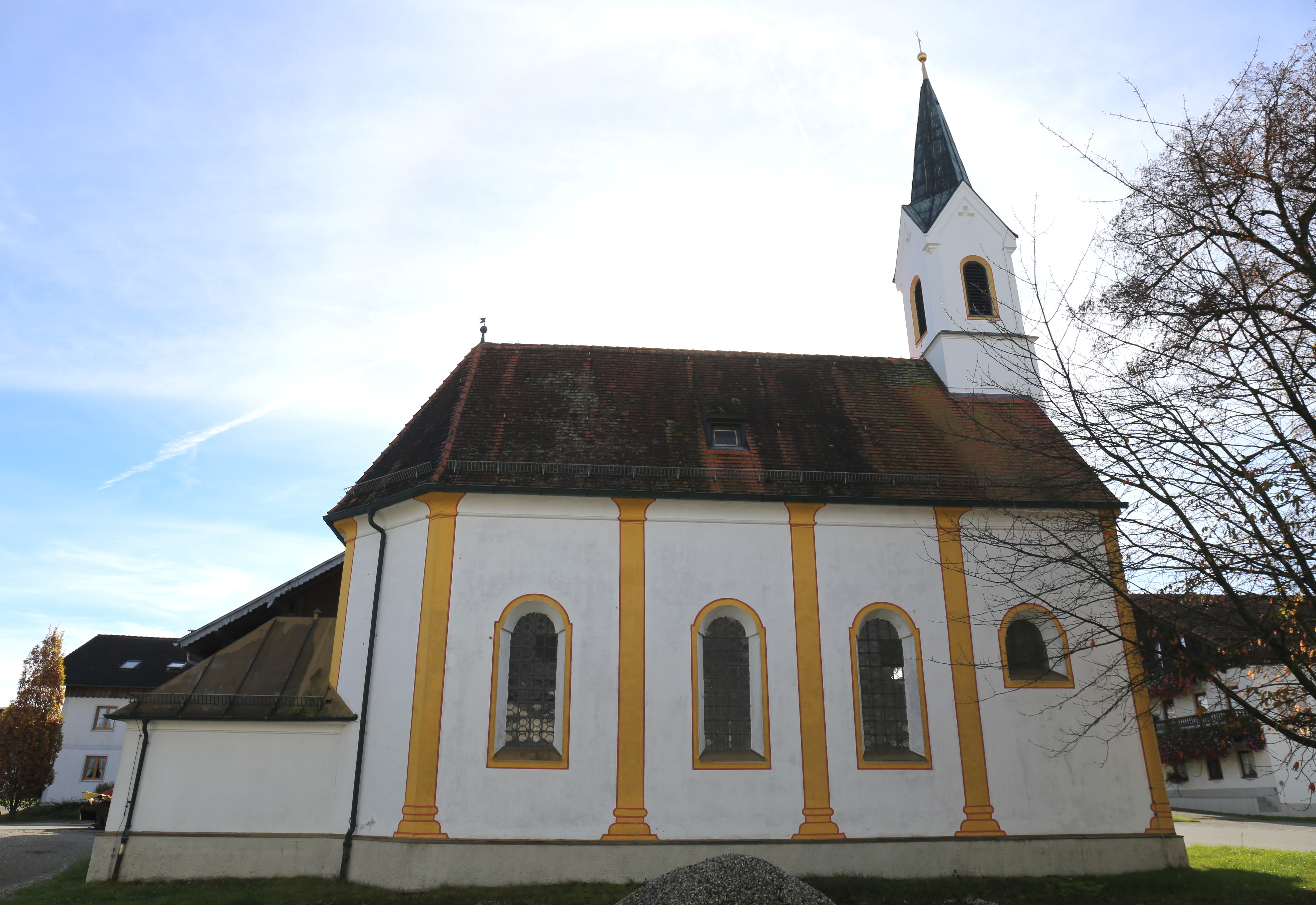
St. Laurentius in Freiham

St. Laurentius ist eine römisch-katholische Filialkirche in Freiham, einem Gemeindeteil der Gemeinde Eiselfing im Landkreis Rosenheim. Das Bauwerk ist in der Liste der Baudenkmäler in Eiselfing als Baudenkmal unter der Nr. D-1-87-126-16 eingetragen.
Patron und Namensgeber der Kapelle ist Laurentius von Rom.

## Beschreibung
Die barocke Saalkirche wurde um 1700 erbaut. Sie besteht aus dem Langhaus, dem dreiseitig geschlossenen Chor im Osten und der Sakristei an der Stirnseite des Chors. Der neugotische Giebelreiter wurde in der zweiten Hälfte des 19. Jahrhunderts der Fassade im Westen aufgesetzt. Er enthält den Glockenstuhl und ist mit einem spitzen Helm bedeckt.
Der Innenraum ist mit einem auf Pilastern aufsitzenden Stichkappengewölbe überspannt. Der 1754 gebaute, durch die Säkularisation freigewordene Hochaltar wurde 1826 angekauft. Er wird von Skulpturen flankiert, u. a. von Dominikus und von Teresa von Ávila. Die Kanzel wurde um 1740 aufgestellt.